# 대구동평초등학교
대구동평초등학교는 대한민국 대구광역시 북구 동천동에 있는 공립 초등학교다. 교화는 매화깨끗한 마음과 고귀, 교목은 소나무꿋꿋한 절개와 의지이다.

## 연혁
- 2001-01-06 대구동평초등학교 및 병설유치원 설립 계획 수립
- 2001-02-13 본교 건물 착공
- 2002-01-08 본교 건물 준공
- 2002-03-01 대구동평초등학교(22학급) 및 병설유치원(2학급) 설립인가, 초대 최소희 교장선생님 부임
- 2002-03-15 유치원 놀이시설 설치
- 2002-09-01 일반학급 12학급 증설 34학급 편성
- 2002-12-10 5층 교실 증축 준공(교실 17실, 화장실 6실, 엘리베이터 연장)
- 2003-02-15 제1회 졸업생 110명
- 2003-03-01 일반학급 38학급 편성(대구운암초등학교로 325명 관리수용전환)
- 2003-07-14 노벨 도서관 개관(교실 3실)
- 2004-03-01 일반 학급 52학급, 유치원 2학급 편성(종일반)
- 2005-03-01 일반학교 53학급 편성, 유치원 2학급(종일반)
- 2005-09-01 일반학급 49학급(대구함지초등학교로 590명 관리수용전환)
- 2006-03-01 일반학급 53학급, 유치원 2학급(종일반)
- 2007-02-15 제5회 졸업식(280명)
- 2008-02-21 제6회 졸업식(315명)
- 2008-03-26 교훈탑 건립
- 2008-09-17 과학실 현대화 공사
- 2008-11-28 CCTV 설치 공사
- 2009-01-25 보건실 현대화 공사
- 2009-02-25 제7회 졸업식(326명)
- 2009-06-10 영어체험실 구축
- 2010-02-11 제8회 졸업식(332명)
- 2011-02-16 제9회 졸업식(304명)
- 2012-02-16 제10회 졸업식(301명)
- 2012-03-01 일반학급 54학급 유치원 2학급(종일반 2학급)
- 2013-02-15 제11회 졸업식(305명)
- 2013-03-01 일반학급 56학급 유치원 2학급(방과후과정반 2학급)
- 2013-08-24 교내 벽화 100여 작품 완성
- 2013-11-16 '동평꿈마루' 개관 및 에코스톤 운동장 개장 기념식
- 2014-02-14 제12회 졸업식(316명)
- 2014-02-20 교문 준공
- 2014-03-01 일반학급 56학급, 유치원 2학급(방과후과정반 2학급)
- 2015-02-13 제13회 졸업식(282명)
- 2015-03-01 일반학급 55학급, 유치원 2학급(방과후과정반 2학급)
- 2016-02-05 제14회 졸업식(259명)
- 2016-03-01 일반학급 55학급, 유치원 2학급(방과후과정반 2학급)
- 2016-09-13 교실 및 복도 바닥교체, 교실칸막이 공사
- 2017-02-14 제15회 졸업식(279)명
- 2017-03-01 일반학급 50학급, 유치원 2학급(방과후과정반 2학급)
- 2018-02-13 제16회 졸업식(245)명
- 2019-02-01 제 16회 졸업식(239)명
- 2019-02-15 세면실(후관 1~5층) 공사
- 2019-03-01 일반학급 44학급, 유치원 2학급(방과후과정반 2학급)

## 학교 상징
- 교목 - 소나무 : 꿋꿋한 절개와 의지
- 교화 - 매화 : 깨끗한 마음과 고귀

## 참고 자료
- 대구동평초등학교 - 한국교육학술정보원 학교알리미